# Église Saint-Pancrace de Villar-Saint-Pancrace
L'église Saint-Pancrace est une église située dans l'enceinte du Villar-Saint-Pancrace près de Briançon dans les Hautes-Alpes, en France.
Elle est inscrite au titre des monuments historiques depuis 1965.
Elle a été construite entre le XVe et le XVIe siècle.

## Histoire
L'évêque Rostaing d'Ancézune autorise la construction d'une nouvelle église à Villard-Saint-Pancrace en 1497. Une date, 1542, et une signature sont inscrites sur la porte, ce qui laisse à penser que l'église a été bâtie au XVIe siècle. 
L'édifice a été restauré après la Deuxième Guerre mondiale au niveau de la maçonnerie et de la flèche du clocher.